# 스매쉬 (대한민국의 음악 그룹)
스매쉬(SMASH)는 대한민국의 음악 그룹이다. 현재 소속사는 TN 엔터테인먼트이다. 데뷔 당시 구성원은 (세계, 천우, 제리, 나루, 한방, 히로)으로 이루어져 있으며, TN 엔터테인먼트의 대표 토니안이 직접, 기획한 남성 6인조 아이돌 그룹이다. 멤버 천우가 탈퇴로 5인조로 재편성되었지만 2015년을 끝으로 해체되었다.

## 멤버

### 이전 멤버
- 세계(남현준) : 1980년 11월 19일생
- 제리(심민규) : 1988년 5월 13일생
- 나루(주영석) : 1988년 10월 7일생
- 한방(한정수) : 1989년 1월 26일생
- 히로(김민수) : 1991년 10월 12일생
- 천우(이진영) : 1985년 3월 16일생

## 음반
- 오픈 파이어 (Open Fire) (2008년)
- White Night (2008년)
- (일본 싱글) Lunatic (2010)
- (일본 싱글) TRUE LOVE (2011)
- (일본 싱글) Do it Do it! (2011)
- (일본 싱글) Bounce★up (2011)
- (일본 정규) AIR SM☆SH 1 (2011)
- (일본 싱글) STEP (2011)
- Get Your Swag On With Tony (2012년)
- 지킬게 (2012년)